# Curtos ruficollis
Curtos ruficollis là một loài bọ cánh cứng trong họ Đom đóm (Lampyridae). Loài này được Jeng & Chang in Jeng, Yang, Satô, Lai & Chang miêu tả khoa học năm 1998.